# Kingdom Hearts: Re:coded
Kingdom Hearts Re-coded  é um jogo de RPG de ação lançado para o  Nintendo DS.  Ele foi lançado no Japão em 7 de outubro de 2010, na América do Norte em 11 de janeiro de 2011 e na Europa em 14 de janeiro de 2011. 
A história acontece após os eventos de Kingdom Hearts II. O Grilo Falante decide organizar os diários que escreveu no passado, referentes aos eventos de Kingdom Hearts e Kingdom Hearts II. No entanto, ele percebe que ambos os diários estão misteriosamente em branco, desencadeando uma nova aventura.

## Jogabilidade

### Kingdom Hearts Re-Coded
Sua Jogabilidade foi melhorada em Kingdom Hearts Re-Coded, a Touch Screen foi utilizada para controlar a câmera e os controles são parecidos com os de Playstation 2. Nesse Remake, a jogabilidade foi mais bem recebida, além da adicional Jogabilidade e Personagens 3D

## Historia
A história se passa entre Kingdom Hearts II e Kingdom Hearts 3D: Dream Drop Distance. Enquanto o Grilo-Falante estava organizando seus livros, ele encontra um livro em branco, somente com a frase "Devemos voltar em breve para liberar seus tormentos", da qual ele não escreveu.
Em Momentos depois o Grilo-Falante foi avisar o Rei Mickey, que tentou investigar essa mensagem com Tico e Teco, mas os dados estavam corrompidos. Com isso, o Rei Mickey criou o Data-Sora, para investigar o livro. Com o tempo vários personagens vão aparecendo, com Data-Riku e Data-Naminé.

## Mundos
O Jogo conta com 6 dos mundos presentes em Kingdom Hearts (jogo eletrônico) e um mundo presente em Kingdom Hearts: Chain of Memories
- Destiny Islands: Mundo original do jogo, aqui você encontrará Wakka, Tidus (Final Fantasy X) e Selphie (Final Fantasy VIII), Destiny Islands é uma ilha rodeada por água e com várias palmeiras, é o primeiro mundo do jogo
- Traverse Town: Outro mundo original, Traverse Town possui três distritos, varias lojas e algumas bonificações, aqui você encontrará personagens originais como Cid, e outros da Disney, como Huguinho, Zezinho e Luizinho
- Wonderland: Mundo inspirado em Alice no País das Maravilhas, é o terceiro mundo do jogo, aqui você encontrará personagens com Alice, a Rainha de Copas e o Coelho Branco. O Mundo tem várias partes de labirinto, o tribunal da rainha e a mesa de chá
- Olympus Coliseum: Mundo inspirado em Hércules, é o quarto mundo do jogo, você encontrará Hercules, Hades, etc.
- Agrabah: Mundo inspirado em Aladdin, é o quinto mundo do jogo, você encontrará personagens com Aladdin, Jasmine e Jafar. O Mundo é dividido em setores da cidade de Agrabah
- Hollow Bastion: Mundo original, é o sexto mundo do jogo e possui dois capitulos, em um você está sozinho, no outro, você conta com a ajuda de Donald e Pateta. O Mundo possui um sub-solo, patio e o interior do castelo
- Castle Oblivion: Mundo original, é o sétimo e último mundo do jogo, aqui você terá o duelo final com Roxas, e encontrara personagens como Malefica, Bafo, Naminé, etc.

## Personagens

### Personagens principais
- Sora: O personagem principal da série, o único controlável, no jogo, é mais conhecido como Data-Sora, por ser uma versão de dados criada pelo Rei Mickey para entrar no livro do Grilo-Falante. Sua versão humana aparece no final do jogo.
- Riku: Na Fase inicial do Jogo, aparecia como um cara de casaco preto. Sua identidade só foi descoberta entre o 3º e 4º Episodio.
- Mickey: Mais conhecido com Rei Mickey, ajuda Sora durante os mundos. Apesar de seu pequeno tamanho, Rei Mickey é um dos personagens mais poderosos do Jogo. Entra no Livro do Grilo a partir do 6º Mundo junto com Donald e Goofy.
- Donald: Conhecido como Feiticeiro Donald, Mestre em Magias, ele ajuda Sora quando ele esta sem sua Keyblade acompanhado de Goofy. Ele é especializado em Magia e aparece em todos os jogos da série (exceto Birth by Sleep)
- Pateta: Capitão da Corte Real do Disney Castle, mais apesar disso, ele não gosta de armas, sua unica arma é um Escudo de Metal reforçado, apesar do mostrado através dos anos, é o mais inteligente do Disney Castle
- Bafo: Conhecido pelo nome em Inglês, "Pete", foi expulso pela Rainha Minnie para outra dimensão no Kingdom Hearts original. Mas foi solto por Malefica em troca de lealdade. No Jogo, Pete ajuda a corromper Data-Riku, e a destruir a Keyblade de Sora.
- Malefica: Principal Vilã do Jogo, Fada das Trevas com Magia Negra.

### Personagens secundários
- Huguinho, Zezinho e Luizinho': Personagens do 2º Mundo. Eles estão Perdidos no 2º Mundo e Data-Sora tem a missão de encontrá-los. Apesar de serem sobrinhos do Donald, eles não se comunicam.
- Alice: Uma menina que se perdeu no país das maravilhas e agora está sem memória. É uma das Princesas de Coração
- Coelho Branco: um coelho que está sempre atrasado, ele atraiu Alice para o País das Maravilhas
- Rainha de Copas: Uma rainha tirana que acha que Alice e Sora fizeram ela perder a memória. Ela não faz parte da luta final.
- Hercules: ele ajuda Sora a combater inimigos e na batalha final contra Hades
- Hades: ele cria ou faz acordos com pessoas e monstros para deter Sora e Hercules
- Aladdin: Aladdin é um campones que é congelado enquanto tentava salvar Yasmin de Jaguar
- Yasmin: Jasmin é capturada por Jafar no começo do seu mundo. É uma princesa de coração.
- Jafar: ele congela Agrabah e seus habitantes, e tem ajuda de Yago, para ganhar tempo

### Personagens Menores
- Kairi: Amiga de Riku e Sora, porem, ela só aparece em um flashback e no final do jogo
- Naminé: Naminé é capaz de alterar e/ou deletar as memórias de Sora.

## Recepção
Kingdom Hearts Re-coded ganhou pouca importância para os antigos fãs da série, apesar de ser um dos capítulos para Kingdom Hears III, o jogo não acrescentava basicamente nada na história, e saber ou não seu conteúdo, não interfere na ligação de Kingdom Hearts II e 3D: Dream Drop Distance. O título recebeu um 7.2 no Baixaki Jogos e um 7 no Uol Jogos.